# Národní muzeum umění v Havaně
Národní muzeum umění v Havaně (španělsky Museo Nacional de Bellas Artes de La Habana) je umělecké muzeum v Havaně, soustřeďující se především na kubánské umění od koloniálních dob po současnost. Bylo založeno roku 1913, budovu muzea Palacio de Bellas Artes z roku 1954 navrhl Rodriguez Pichardo. Druhá budova, Palacio del Centro Asturiano z roku 1927 (architekt Manuel Bustos), obsahuje sbírku evropského a antického umění.